# Yo, Cyborg (álbum)
Yo, Cyborg es un disco recopilatorio del grupo musical Aviador Dro editado en el año 2009 por el sello "PIAS Spain" bajo la referencia B003JW6MI0.

Contiene tres temas nuevos, once versiones actuales de temas anteriores (señalado con V.09) y cuatro versiones originales remasterizadas de temas anteriores (señalado con V.O. Remasterizada).

## Lista de canciones
| Título                                   | Autor              | Duración |
| ---------------------------------------- | ------------------ | -------- |
| Otro mundo mejor                         | Servando Carballar | 4:49     |
| Yo, Cyborg                               | Servando Carballar | 5:20     |
| Darwin y yo                              | Servando Carballar | 4:30     |
| La zona fantasma (V.09)                  | Servando Carballar | 4:27     |
| Telepatía (V.09)                         | Servando Carballar | 4:01     |
| Inteligencia artificial (V.09)           | Servando Carballar | 4:11     |
| La única solución es la venganza (V.09)  | Servando Carballar | 4:21     |
| Arkangel (V.09)                          | Servando Carballar | 5:21     |
| Ondina (V.09)                            | Servando Carballar | 4:41     |
| Baila la guerra (V.09)                   | Servando Carballar | 4:12     |
| Programa en espiral (V.09)               | Servando Carballar | 4:55     |
| La chica de plexiglás (V.09)             | Servando Carballar | 1:59     |
| El color de tus ojos al bailar (V.09)    | Servando Carballar | 4:38     |
| Tierraplana (V.O. Remasterizada)         | Servando Carballar | 4:45     |
| Radiante (V.O. Remasterizada)            | Servando Carballar | 4:44     |
| Gort (V.O. Remasterizada)                | Servando Carballar | 5:04     |
| Candidato futurista (V.O. Remasterizada) | Servando Carballar | 4:01     |
| Nuclear sí, por supuesto (V.09)          | Servando Carballar | 3:53     |